# 群生
| ウィキペディアには「群生」という見出しの百科事典記事はありません（タイトルに「群生」を含むページの一覧/「群生」で始まるページの一覧）。 代わりにウィクショナリーのページ「群生」が役に立つかもしれません。 |